# Лучшему играющему ветерану-наставнику
Приз лучшему играющему ветерану-наставнику «За верность хоккею» имени Сергея Гимаева — награда Континентальной хоккейной лиги, ежегодно вручаемая лучшему хоккеисту-ветерану, внесшему весомый вклад в успех своей команды. 
Хоккейный приз был учреждён в 2000 году фондом «Созвездие» и Российским Союзом спортсменов. С момента создания КХЛ, с сезона 2008/09, обладатель награды определяется Континентальной хоккейной лигой. Приз вручается на торжественной церемонии закрытия сезона. В 2017 году КХЛ приняла решение присвоить призу «За верность хоккею» имя известного советского хоккеиста, заслуженного тренера России Сергея Наильевича Гимаева.

## Все обладатели
Всего два игрока получали приз «За верность хоккею» дважды – Альберт Лещёв и Павел Дацюк. Остальные хоккеисты награждались призом по одному разу.
| Сезон     | Игрок                | Клуб                        |
| --------- | -------------------- | --------------------------- |
| 2023/2024 | Евгений Бирюков      | «Салават Юлаев» Уфа         |
| 2022/2023 | Василий Кошечкин     | «Металлург» Магнитогорск    |
| 2021/2022 | Александр Еременко   | «Динамо» Москва             |
| 2020/2021 | Павел Дацюк          | «Автомобилист» Екатеринбург |
| 2019/2020 | Александр Семин      | «Витязь» Подольск           |
| 2018/2019 | Александр Попов      | «ЦСКА» Москва               |
| 2017/2018 | Павел Дацюк          | «СКА» Санкт-Петербург       |
| 2015/2016 | Константин Горовиков | «Динамо» Москва             |
| 2014/2015 | Вячеслав Козлов      | «Атлант» Московская область |
| 2013/2014 | Алексей Калюжный     | «Динамо» Минск              |
| 2012/2013 | Максим Соколов       | «Нефтехимик»                |
| 2011/2012 | Андрей Субботин      | «Автомобилист»              |
| 2010/2011 | Сергей Фёдоров       | «Металлург» Мг              |
| 2009/2010 | Александр Корешков   | «Барыс»                     |
| 2008/2009 | Олег Петров          | «Ак Барс»                   |
| 2007/2008 | Альберт Лещёв        | «Химик» МО                  |
| 2006/2007 | Альберт Лещёв        | «Химик» МО                  |
| 2005/2006 | Андрей Потайчук      | «Химик» МО                  |
| 2004/2005 | Валерий Каменский    | «Химик» Вк                  |
| 2003/2004 | Сергей Осипов        | «Металлург» Мг              |
| 2002/2003 | Александр Семак      | «Динамо» Москва             |
| 2001/2002 | Алексей Амелин       | «Локомотив»                 |
| 2000/2001 | Владимир Тюриков     | «Спартак» Москва            |